# Gigantes do Brasil
Gigantes do Brasil foi uma banda de forró eletrônico brasileira que surgiu no início 2016 e encerrou suas atividades temporariamente em fevereiro de 2017. Sua primeira formação foi composta por Daniel Diau, Silvânia Aquino e Paulinha Abelha, que na época eram ex-integrantes do grupo Calcinha Preta. Em abril de 2019 foi anunciada o retorno da banda com Ana Gouveia, Adriano Sill e Cláudio Livier, todos eles ex-integrantes do grupo Calcinha Preta.

## História
A banda foi formada em 2016, quando Paulinha Abelha e Silvânia Aquino anunciaram a saída da banda Calcinha Preta depois do carnaval deste ano e se uniram a Daniel Diau, também ex-integrante da mesma banda, e formaram a banda Gigantes do Brasil, a nova banda investiu em sua divulgação com vídeos pequenos que foram muito replicados. Em 22 de março de 2016, Os Gigantes do Brasil lançam a canção "Volta", primeira música de trabalho da banda (composição de Silvio Moinho). Em Junho do mesmo ano, a banda lança seu primeiro DVD promocional na cidade de Salvador, Bahia no Arraiá do Galinho, com um público de mais de 60 mil pessoas, recorde de público na cidade. Em 18 de dezembro de 2016, em menos de um ano de sua crianção, a banda anunciou seu fim. O motivo do termino precoce do projeto, foi a decisão de sair tomada por Daniel Diau, que preferiu seguir carreira solo. Paulinha Abelha e Silvânia Aquino, a partir de então decidiram montar um novo projeto, como uma dupla, intitulada Silvânia & Paulinha, a partir de janeiro de 2017.
Em 2019, a banda anunciou a sua volta, com os também ex-integrantes da Calcinha Preta, Ana Gouveia, Adriano Sill e Claudio Livier. Em Abril deste ano, lançaram sua primeira música dessa nova fase, Recomeçar, uma versão da música Shallow, da Lady Gaga. No dia 10 de Maio, a banda lança seu primeiro CD promocional com a nova formação.
Em Junho de 2019, Adriano Sill deixa a banda, alegando incompatibilidade de conciliar a carreira de empresário com a de músico naquele momento. Em seu lugar a banda colocou Naldo Teixeira . Em Agosto, por sua vez, foi Ana que pediu desligamento, alegando discordância contratuais com o empresário da banda. Em seu lugar a banda colocou Danny Show.
Em 2022, a banda voltou às suas atividades, a informação foi postada no perfil oficial da banda no Instagram, sendo que depois de alguns meses a banda encerrou as atividades.

## Ex-integrantes
- Daniel Diau (Fev. 2016-Fev. 2017): Vocalista
- Paulinha Abelha (Fev. 2016-Fev. 2017): Vocalista
- Silvânia Aquino (Fev. 2016-Fev. 2017): Vocalista
- Adriano Sill (Abr. 2019-Jun. 2019): Vocalista
- Ana Gouveia (Abr. 2019-Ago. 2019 - 2022-2022): Vocalista
- Cláudio Livier: vocalista
- Danny Show: vocalista
- Naldo Teixeira: vocalista
- Rafael Nyedson: vocalista

## Discografia

### CDs Promocionais
| Ano  | Título                                      | Acessos           |
| ---- | ------------------------------------------- | ----------------- |
| 2016 | Volta                                       | 893,5.000 acessos |
| 2016 | Ao Vivo No Arraiá do Galinho Em Salvador/BA | 712,4.000 acessos |
| 2016 | Ao Vivo Em Canindé de São Francisco/SE      | 439,4.000 acessos |
| 2019 | CD Promocional 2019.1                       | 25.200 acessos    |

### DVDs
| Ano  | Título                                      | Acessos                |
| ---- | ------------------------------------------- | ---------------------- |
| 2016 | Ao Vivo No Arraiá do Galinho Em Salvador/BA | 1,7.000.000 de acessos |

### Singles
| Ano  | Título                               | Acessos          |
| ---- | ------------------------------------ | ---------------- |
| 2016 | Volta                                | 49,7.000 acessos |
| 2016 | Uma Nova Emoção (Gigantes Do Brasil) | 40.000 acessos   |
| 2016 | Recomeçar                            | 22.000 acessos   |